# 江刺郵便局
江刺郵便局（えさしゆうびんきょく）は岩手県奥州市にある郵便局。民営化前の分類では集配普通郵便局であった。

## 概要
住所：〒023-1199 岩手県奥州市江刺南大通り7-44
民営化直前の集配業務再編において、多くの集配普通郵便局は統括センターとなったが、当局は配達センターとされたため、民営化後も郵便事業株式会社の支店は併設されず、集配センターが併設された。

## 沿革
- 1874年（明治7年） - 岩谷堂（いわやどう）郵便取扱所として開設[1]。
- 1875年（明治8年）1月1日 - 岩谷堂郵便局（五等）となる。
- 1885年（明治18年）10月1日 - 貯金取扱を開始。
- 1888年（明治21年）6月1日 - 為替取扱を開始。
- 1897年（明治30年）1月21日 - 岩谷堂郵便電信局となる。
- 1903年（明治36年）4月1日 - 通信官署官制の施行に伴い岩谷堂郵便局となる。
- 1955年（昭和30年）11月1日 - 稲瀬郵便局から集配業務を移管[2]。
- 1960年（昭和35年）11月1日 - 特定郵便局から普通郵便局に局種別改定。
- 1962年（昭和37年）12月1日 - 電話交換事務を江刺電報電話局に移管。
- 1964年（昭和39年）7月1日 - 和文電報配達事務を江刺電報電話局に移管。
- 1967年（昭和42年）4月1日 - 江刺郵便局に改称。
- 1982年（昭和57年）11月8日 - 江刺市六日町から、同市南大通りに局舎を新築、移転。
- 1992年（平成4年）9月7日 - 玉里郵便局および陸中広瀬郵便局から集配業務を移管。
- 1999年（平成11年） - 外国通貨の両替および旅行小切手の売買に関する業務取扱を開始。
- 2006年（平成18年）4月1日 - 次丸簡易郵便局の一時閉鎖[3]に伴い、取扱事務を承継[4]。
- 2007年（平成19年）10月1日 - 民営化に伴い、併設された郵便事業水沢支店江刺集配センターに一部業務を移管。
- 2012年（平成24年）10月1日 - 日本郵便株式会社の発足に伴い、郵便事業水沢支店江刺集配センターを江刺郵便局に統合。
- 2015年（平成27年）3月23日 - 野手崎郵便局、米里郵便局、伊手郵便局からそれぞれ「023-13xx」「023-15xx」「023-17xx」区域の集配業務を移管。

## 取扱内容
- 郵便、印紙、ゆうパック、内容証明
- 貯金、為替、振替、振込、国際送金、国債、投資信託
- 生命保険、バイク自賠責保険、自動車保険
- ゆうちょ銀行ATM
- 奥州市内の一部地域（〒「023-11xx」・「023-13xx」・「023-15xx」・「023-17xx」）の集配業務

## 周辺
- 奥州市役所 江刺総合支所
- 奥州警察署 江刺幹部交番（旧・江刺警察署）
- 菊田一夫記念館
- えさし藤原の郷
- 人首川（北上川の支流）

## アクセス
- 奥州市営バス 南大通停留所下車
- 東北自動車道 水沢ICから北東へ約6.5km
- 国道456号沿い
- 駐車場あり：15台